# 松平頼筠
松平 頼筠（まつだいら よりかた）は、江戸時代後期の大名。常陸国宍戸藩7代藩主。官位は従五位下・大炊頭、主税頭。

## 生涯
宍戸藩の本家である常陸水戸藩7代藩主・徳川治紀の五男。母は中山慶次郎の娘・八重崎。幼名は詮之允。
文化4年（1807年）、先代藩主の松平頼敬（治紀の従弟にあたる）の死去により、その養嗣子となって跡を継いだ。天保10年（1839年）5月17日に死去し、跡を養嗣子の頼位（頼敬の弟）が継いだ（ただし、前日の5月16日に隠居して家督を譲っていたとも伝わる）。
法号は又玄院殿道誉上徳先天大居士。墓所は茨城県常陸太田市瑞竜町の瑞龍山。

## 系譜
- 正室：金 - 松平頼敬養女、松平頼救娘
- 養子
  - 男子：頼位 - 松平頼救四男